# Rareș Fortuneanu
Rareș Dan Fortuneanu, né le 19 décembre 1978 à Bistrița, est un joueur puis entraîneur roumain de handball.

## Palmarès

### Comme joueur
- Vainqueur de la Coupe d'Israël en 2003
- Vainqueur du Championnat de France de Division 2 en 2007
- 3e du Championnat de France en 2012
- Finaliste de la Coupe de la Ligue : 2010, 2012
- Demi-finaliste de la Coupe de l'EHF (C3) en 2004

### Comme entraîneur-adjoint
- Vice-champion de France en 2016
- Finaliste de la Coupe de l'EHF (C3) 2018
- Finaliste du Trophée des champions en 2015 et 2018